# Jinajirlu, Bagepalli
Jinajirlu là một làng thuộc tehsil Bagepalli, huyện Chikkaballapur, bang Karnataka, Ấn Độ.